# Tafraout (Maroc)
Pour l’article homonyme, voir Tafraout (Médéa).
 (novembre 2022).
Si vous disposez d'ouvrages ou d'articles de référence ou si vous connaissez des sites web de qualité traitant du thème abordé ici, merci de compléter l'article en donnant les références utiles à sa vérifiabilité et en les liant à la section « Notes et références ».
Tafraout ou Tafraoute (en berbère : Tafrawt - ⵜⴰⴼⵔⴰⵡⵜ, en arabe: تافراوت) est une petite ville berbèrophone marocaine situé dans l'Anti-Atlas, chaîne de montagnes au sud-ouest du Maroc située entre le Haut Atlas central et du Souss au Tafilalet. Située à 170 km au sud-est d'Agadir dans la région du Souss au cœur de la vallée des Ammeln, à une centaine de kilomètres au sud de Taroudant et à l’est de Tiznit, la ville dépend administrativement de la province de Tiznit, dans la région de Souss-Massa.
La ville de Tafraout en elle-même n’héberge que six mille habitants. Mais le nom désigne par extension une flopée de petits villages nichés dans la même vallée.
Célèbre pour ses couleurs, son histoire et ses personnalités, la région a été à plusieurs époques la capitale du Souss. Cette ville, qui était à l'origine un souk, est actuellement un centre administratif entouré par plusieurs tribus, chacune d'elles est composé  d'une centaine de villages.
Perchée à 1 200 mètres d’altitude, les tribus entourant Tafraout sont réputés pour leur palmeraie où poussent des vergers d’amandiers et d’oliviers. Avec sa faune et sa flore exceptionnelle, c’est une destination touristique, qui permet de découvrir l’un des berceaux de la culture amazighe.

## Présentation

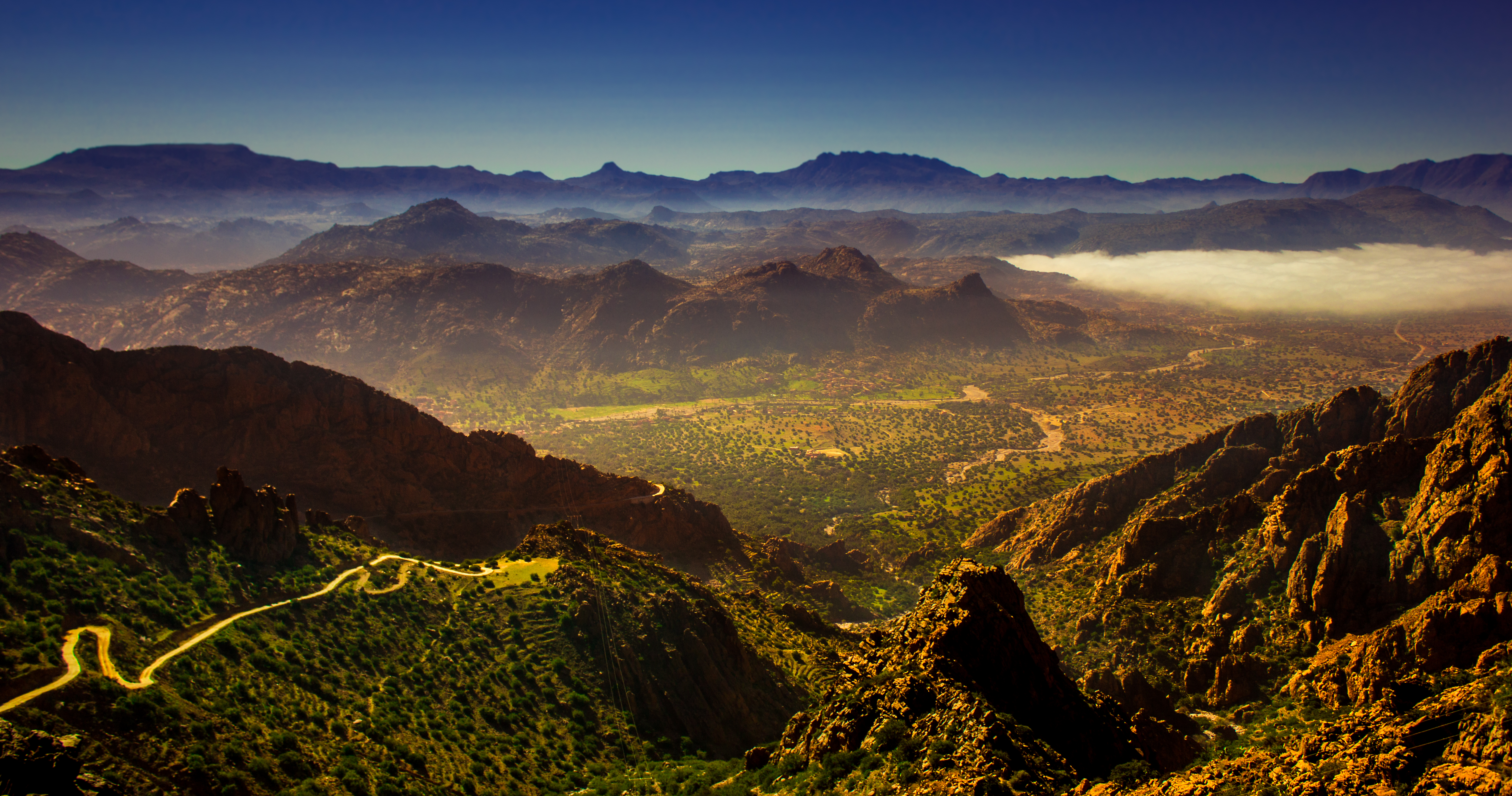
Paysage à Ammeln aux environs de Tafraout

Tafraout est entouré d'une myriade de rochers de formes diverses, se dressant au-dessus d'une palmeraie qui abrite des arganiers, et des plantations d'amandiers et d'oliviers. Au printemps, la vallée de Tafraout offre un spectacle magnifique lorsque les amandiers sont en fleur.
Les habitants de la vallée de Tafraout cultivent les céréales et de multiples arbres fruitiers. Au cours des années 1960 et 1970, une importante partie de sa population s'est expatriée hors de la région à cause de la sécheresse et tient un peu partout, au Maroc et ailleurs, des commerces ou d'autres activités financières ou commerciales.
Cette petite ville de Tafraout et ses environs se distinguent comme étant la ville natale de plusieurs personnalités qui ont marqué différents domaines au Maroc ainsi qu'elle est une des régions les plus visitées au sud du pays et précisément dans la région du Souss-Massa.
Les tribus les plus proches de Tafraout sont : Idaoussemlal, Tahala, Ait Ouafka, Ammelen, Amanouz, Aguerd Oudad, Ait Bounouh, Tassrirte, Ighchane, Doutalzought, Ait Abdellah, Ait Souab, Izerbi...
Tafraout veut dire : celle qui est cachée au regard.[réf. nécessaire]

## Histoire

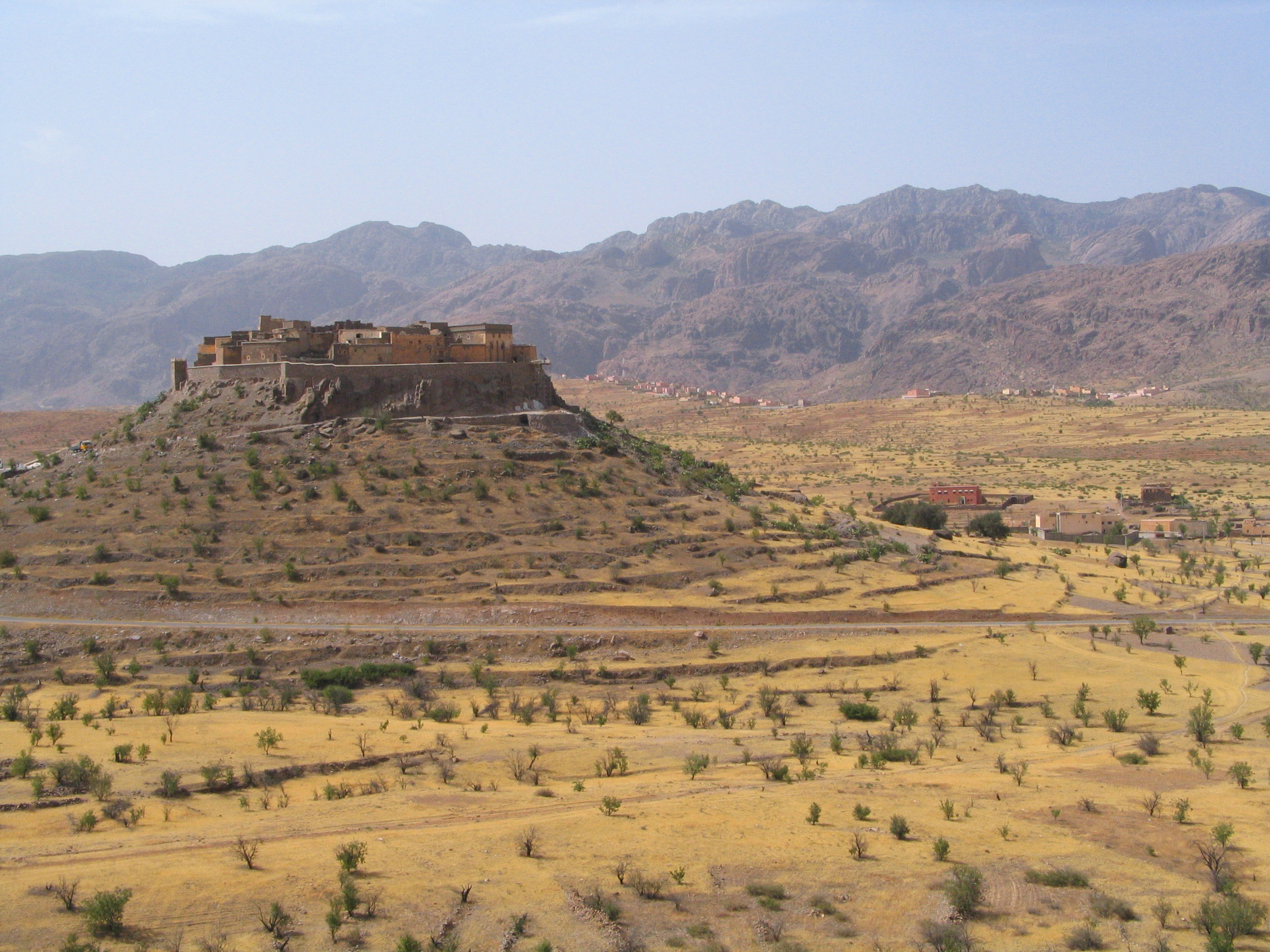
Tizourgane, un village d'Ida Ougnidif situe entre Ait Baha et Tafraout.

### Époque préhistorique
Le sud marocain formait l'une des zones de stabilité humaine les plus anciennes, qui remonte à la fin du néolithique, et cela est évident à travers les inscriptions rocheuses dans l'Anti Atlas, qui remontent généralement à huit mille ans.
Des gravures rupestres dont regorge la région, témoignent une vieille civilisation pendant laquelle les hommes de l'Anti-Atlas domestiquaient des animaux disparus, et qui sont gravés à la main sur quelques rochers : antilopes, éléphants, panthères, hyènes. Ils s'étendent de l'Anti Atlas jusqu'au Tassili, en Algérie, sur toute cette étendue, nous avons la même population, les mêmes traditions, les mêmes espèces animales. Ce qui veut dire que la terre, était plus fertile et qu'il y avait une eau plus abondante et de denses forêts de chêne, d'arganier et de jujubier. Une étape de désertification ayant duré 20000 ans avant un retour verdoyant a également été relevé, avec certaines vallées ayant été épargnées, formant des oasis de l’époque grâce aux sources d’eau permanentes.

### Antiquité
L'histoire de la région est entourée de mystère en raison du manque de sources et de la multiplicité des récits, ce qui a conduit à leur différence dans l'identification de certains sites et de certains noms tribaux, de sorte que le discours sur l'histoire de la région fait partie intégrante de la discussion de l'histoire de l'Anti Atlas en général, ainsi que la discussion de l'histoire du sud marocain en relation avec l'histoire des berbères.
Cette région était également une ancienne zone de peuplement pour des communautés juifs datant du XIe siècle av. J.-C.1, dans laquelle l'Anti-Atlas occidental était toute la zone de propagation de cet élément, où le plus ancien royaume juif du Maroc a été établi, «Tabu Shu Dunsur », auquel les Juifs sont venus après leur persécution de l'Est, et c'est maintenant Ifrane, qui a été créé après un accord avec les gens de la région. Le règne des juifs dans cette région n'a pas duré longtemps, car ils l'ont rapidement perdu au profit des Berbères de la région.
Les populations de la région sont influencés dans l'antiquité par les croyances proche-orientales. Une mythologie berbère se développe dont le culte principal est la divinité Ammon d'Égypte antique.
À la veille de la conquête musulmane du Maghreb, plusieurs tribus berbères pratiquaient le judaïsme, ainsi que le christianisme. Le reste de la population demeure Païen.

### Conquête musulmane
(novembre 2022).
- Si vous ne connaissez pas le sujet, laissez ce bandeau (vous pouvez alors contacter les auteurs).
- Si vous supprimez le contenu mis en cause (vous pouvez préalablement contacter les auteurs),

argumentez précisément cette suppression dans la page de discussion
(un manque de référence n'est pas un argument ; une recherche réelle de référence doit avoir été effectuée, être formellement documentée).
L'Islam jouait un rôle important en tant que facteur d'attraction ou de séparation. Nombreuses sont les tribus ou les fractions qui cherchent à se faire passer pour arabes, les familles maraboutiques qui tentent de s'attribuer une ascendance chérifienne. Le citadin arabe et dévot figure à leurs yeux une sorte d'idéal. Les grandes dynasties berbères n'ont pas fondé une civilisation berbère. Elles ont adopté la civilisation arabe et l'ont parfois même fait briller.
Chez la population des villages de Tafraout, la dignité de chef de tribu n'était nullement héréditaire. Le nouveau cheikh («Amghar» en amazigh) est élu lors de l'élection au jour du souk.
Comme la plupart des villages berbères, ils étaient dirigé par une «djamâa». On désigne par là un groupe d'à peu près  12 hommes élus par les villageois et qui formaient une sorte de conseil. Ils se réunissaient aussi souvent que possible et discutaient des affaires du village.
Il n'y avait pas de séances formelles; ils se retrouvaient simplement et s'installaient quelque part. En principe, n'importe quel homme pouvait assister à ces rencontres et la plupart de ceux qui le faisaient étaient des hommes d'âge respectable.

### Moyen âge
Des historiens se réfèrent au nom de Tamdoult, qui a été mentionné par les rabbins juifs comme une ancienne colonie pour eux et qui ont commencé à y exploiter et échanger de l'argent, jusqu'au début du XXe siècle.
Quant à l'histoire de la région de Tafraout et de ses environs au Moyen Âge, il existe deux facteurs principaux qui contrôlent l'histoire de cette région et ils sont liés à l'emplacement et à la position. En ce qui concerne le premier, considérant que Tafraout est situé dans l'Anti Atlas, il s'agit d'une zone de transit entre le Sud ou le Sahara et la plaine du Souss, tandis que le second fait de Tafraout un bassin interne qui s'impose comme un facteur d'explication de la guerre des tribus dont la région a été témoin. Ainsi, pour son emplacement stratégique, Tafraout a joué le rôle de médiateur commercial tout au long de l'histoire médiévale du Maroc, c'est-à-dire depuis l'émergence de Tamdoult comme ville commerciale importante.
La sédentarisation humaine dans la région a été faite après l’effondrement de la ville Antique de Tamedoult. Il s’agit de l’origine de la plupart des résidents de la région.
À l’arrivée dans cette zone montagneuse nommée Gazoula par le savant Al Mokhtar Soussi, une impression particulière fait surface. Il s’agit d’un cumul historique et culturel guidé par les écoles coraniques et les zaouia de la région, une bonne gestion de la vie quotidienne par une agriculture et un système de partage d’eau optimaux, nécessaires à cause de la rareté en eau. Ce phénomène nécessite une étude Anthropologique de cette société conservatrice en apparence.
La région s'y est installée par une population berbère locale appelée les Jazuli, qui était dispersée dans les montagnes de Jazula, avec des rares éléments arabes qui sont entrés dans la région pour répandre l'islam à l'époque idrisside, en plus des juifs dont la présence dans la région remonte à avant le Christ. L'entrée des Idrissides dans le Petit Atlas a abouti à l'établissement de la ville de Tamdoult dans le Djebel Bani et à l'exploitation de l'argent en métal sous le règne de Yahya bin Idris, qui s'y est installé.
L'importance des mines de Tamdoult a été mentionnée dans des livres considérés comme source de l'histoire médiévale marocaine, comme Al-Bakri et Al-Yaqoubi. Ce qui apparaît, c'est que les tribus Jazula sont restées semi-indépendantes du centre où le Makhzen à certaines étapes de l'histoire médiévale, lorsque les Idrisides les ont atteints pour répandre l'Islam, et les Almoravides ont pu les subjuguer plus tard, de sorte que les Almohades ont eu du mal à subjuguer ces tribus, tandis que l'État saadien a trouvé le soutien de la terre de Jezula. En général, l'intérêt des Almoravides et des Almohades pour l'Anti Atlas s'inscrit dans l'intérêt de Tamdoult en tant que point stratégique pour le commerce du désert.
Sur le plan économique, «Elcast» est considérée comme la capitale de Jazula située dans les montagnes Cust au nord de Tafraout - comme certains historiens ont tenté de la définir - parmi quatre villes importantes du sud du Sous au cours des XIIe et XIIIe siècles, en raison de son emplacement stratégique reliant Tamdolt et Taroudant et la sous-plaine vers «Mogador» En tant que plus grand centre commercial du sud du Maroc à l'époque. Ensuite, «Falkast» est un passage principal et un débouché vers le bassin de Tafraout, en passant par «Nebrakak» puis «Issafen» vers le lac «Aqa» pour atteindre Tamdoult. Cependant, au début du XVIe siècle, Modèle:Pac Clair après l'entrée des Arabes de Bani Maqal et l'engagement d'un groupe.Ainsi, avec la détérioration du rôle commercial de Tamdoult et sa destruction ultérieure, les conditions sociales des habitants de Tamdoilt, Aqa, Ait et Wabli seront se détériorer avec eux, et par la suite les pousser à migrer et à rechercher des zones agricoles dans les oasis et les bassins, et ainsi ils se sont installés dans les oasis de l'Anti Atlas, du Moyen et de l'Ouest, comme 'Esfen et Edaukensos et vers l'ouest vers le bassin de Tafraout, et ceci est cohérent avec ce que les habitants de ces oasis affirment dans l'Anti Atlas en général sur leurs origines géographiques qu'ils remontent à Tamdoult. Par leur arrivée dans ces zones et peu après, la région de Tafraout sera témoin de guerres tribales qui se poursuivront jusqu'au début du XXe siècle.
Les étrangers et le Makhzen appelaient ces régions "blad siba" (en français: zones de désordre), le pouvoir royal ne s'exerçait pas entièrement sur Tafraout et ses environs qui était autogérée, et où des comités des villages élus par les habitants faisaient la loi.

### Protectorat français (1932-1956)
Après l'annonce du Protectorat français du Maroc en 1912, une longue guerre commence entre les populations locales et l'armée française, qui voulaient soumettre les régions rurales du Souss. Cette résistance s'étala sur plus de vingt-cinq ans. Ce n'est qu'au bout de ce laps de temps que les Français parvinrent à assujettir les campagnes au début des années 1930.
En 1934, les résistants des tribus de Tafraout livrèrent un dernier combat aux soldats envahisseurs français qui les vainquirent près de la tribu d'Aït-Abdalah. C'est alors que les Français triomphèrent; après quoi ils établirent une base militaire à Tafraout.
Chef français, le «Qbtann», comme on l'appelait, c'était le gouverneur militaire de Tafraoute.
À la suite de l'installation des Français, le conseil du village ou djamâa n'eut plus à s'occuper que de questions quotidiennes purement pratiques, le pouvoir effectif étant aux mains des Français, qui décidaient aussi de toutes les questions juridiques importantes. Cet état de fait engendra le mécontentement des berbères, qui jugeaient cette intrusion contraire aux lois islamiques. Les autorités françaises tranchaient désormais des problèmes de droit civil et familial, qui étaient pour les villageois de toute première importance, et dont les Français ne connaissaient pas le contexte.
Les autorités instituèrent la collaboration avec des traîtres, qui pouvaient agir à leur guise, selon leur fantaisie, sans avoir à rendre compte de leurs actes. L'injustice et la corruption furent couvertes par des lois nouvelles, par l'État et par la police. L'ordre qui régnait avant la colonisation fut remplacé par une sorte d'anarchie organisée. Certains pouvaient assassiner, s'adonner à la corruption, abuser sans vergogne de leur pouvoir et se comporter selon leur bon plaisir sans risquer aucune punition. Ils avaient pour eux la «loi» et le pouvoir politique.

### Époque contemporaine
Lorsque l'indépendance devint effective, l'ancien résistant Hadj Ahmed Ougdourt est libéré de la prison et élu premier Gouverneur, au Caïd et chef de l'administration du district de Tafraoute. Issu de la tribu des Issy, en prison, Ougdourt s'était conduit hautainement à l'égard du chef français, gouverneur militaire de Tafraoute. On racontait que, prisonnier, Hadj Ahmed Ougdourt avait dit au chef : «Quand mon pays sera libre, c'est moi qui serai chef à ta place ici»
L'homme entama un travail afin de mettre fin à toute injustice ou corruption. Les autorités mobilisent aussitôt la population pour construire une école dans chaque tribu et des routes entre les villages, ainsi que la plantation d'oliviers. Le gouverneur a réussi à convaincre la population à se porter volontaire afin de construire des écoles ou des routes sans qu'il fût besoin d'une administration ou d'un budget.
Les procédés autoritaires du caïd choquaient et inquiétaient aussi bien quelques autorités provinciales d'Agadir.
Hadj Ahmed fonda en outre à Tafraout la première coopérative de la région, une bibliothèque, une fabrique de tapis où des douzaines de femmes trouvèrent du travail. Tafraout connaîtra une véritable révolution culturelle. 
Le caïd de Tafraoute, Hadj Ahmed, put exercer son activité quatre ans, de 1956 à 1960, avant d'être mis à pied par le gouverneur d'Agadir, sur ordre du roi. Un an plus tard, il mourut dans des circonstances obscures. 
Il fut relevé de ses fonctions et remplacé par Abdelaziz qui avait été secrétaire général du gouverneur militaire français de l'époque du protectorat.
Quelques années après l'indépendance, le roi Mohammed V visita pour la première fois Tafraout en 1959, il demanda aux notables de la ville pourquoi la terre de leur ville produit peu de blé, ces notables lui auraient répondu : «Tafraout produit avant tout des hommes».

## Toponymie

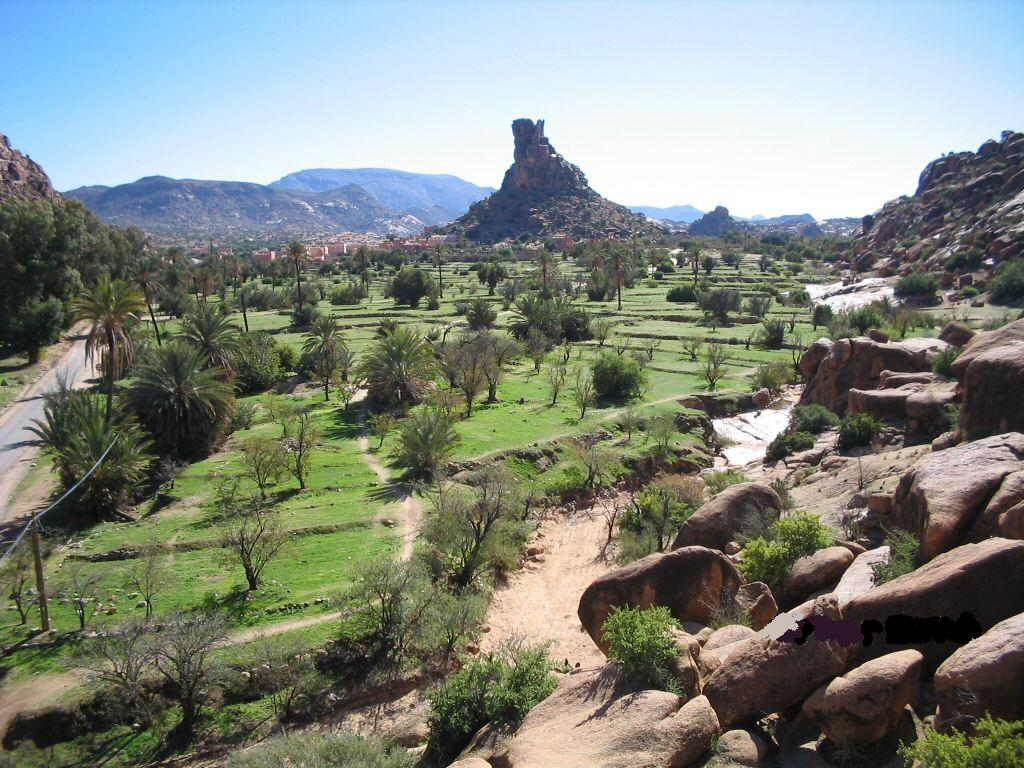
Un village aux environs de Tafraout

Sur le plan linguistique, Tafraout est un  nom amazigh féminin singulier qui devient au pluriel "tifraouin" ou "tifruine". Son masculin singulier est "Afrau".
Puisque, les noms des lieux berbères n'étaient pas utilisés de manière arbitraire, la dénomination de cette région avec ce terme implique une connotation implicite.
Le mot « Tafraout » est encore utilisé par les habitants, il est classé parmi les noms géographiques donnés aux complexes aquatiques.
Le sens du nom Tafraout en amazigh a trois définitions, il désigne :
- Le bassin ou le réservoir conçu pour collecter et stocker l'eau.
- Un bois gravé en forme de demi-cercle rectangulaire placé sur les côtés d'un ravin comme un petit pont pour les relier afin de faciliter le passage de l'eau d'un côté à l'autre.
- La gouttière (en arabe: Mizab) qui est un canal demi-cylindrique, fixé au bord inférieur des toits, permettant l'écoulement des eaux de pluie, de manière à l'empêcher de s'écouler sur les façades des murs.

Le site de Tafraout est une terre basse longitudinale s'étendant du sud au nord, prise en sandwich entre deux hautes masses rocheuses, l'une s'étendant sur son côté est, et l'autre sur son côté ouest. C'est un confluent de trois vallées dont deux (vallée de Tafraout et vallée de Tizi) qui la traversent sur toute sa longueur du sud au nord.
Ainsi, ce site ressemble, à la gouttière, au petit pont de bois et au bassin fleuri ; dont chacun porte localement le nom de Tafraout ; en termes de forme, ainsi qu'en termes d'écoulement et de passage de l'eau à travers eux longitudinalement.
C'est ainsi que le mot Tafraout a été lancé sur la région comme l'indique le livre Tafraout et son ancienne école coranique. Cette hypothèse est renforcée et étayée par l'arabisation du « Tafraout » dans les décennies anciennes, avec le nom « mzabah » comme correction du mot arabe « mizab » traduit en français par la gouttière. Par ailleurs, l'auteur du livre "les tribus fu Souss" a mentionné le nom « Mizab al-Sutouh » pour désigner « Tafraout ».

## Administration et politique
La ville est riche par son histoire réfractaire au Makhzen, le pouvoir central, avant et pendant le protectorat français. Les villages de Tafraout et ses environs ont été regroupés sous forme de tribus gouvernées démocratiquement par la "Jmaâ", une assemblée des sages, la plupart desquelles n'ont pas accepté les caïds envoyés par le protectorat pour se substituer à elles dans la gestion des affaires des villages locaux depuis les années trente jusqu'à l'indépendance.
Selon le découpage administratif de juin 2009, Tafraout appartient à la province de Tiznit, créée en 1975. Cette dernière est composée de deux communes urbaines (ou municipalités), l'une d'elles est Tafraout qui est considéré aussi également comme chef-lieu de la commune.
Le cercle de Tafraout est composé de 8 communes rurales qui sont rattachées à 3 caïdats :
- caïdat d'Ammelne : Ammelne, Tarsouat et Tassrirt
- caïdat d'Afella Ighir : Afella Ighir
- caïdat de Tahala : Irigh N'tahala et Aït Ouafqa

## Géographie

### Géologie et reliefs

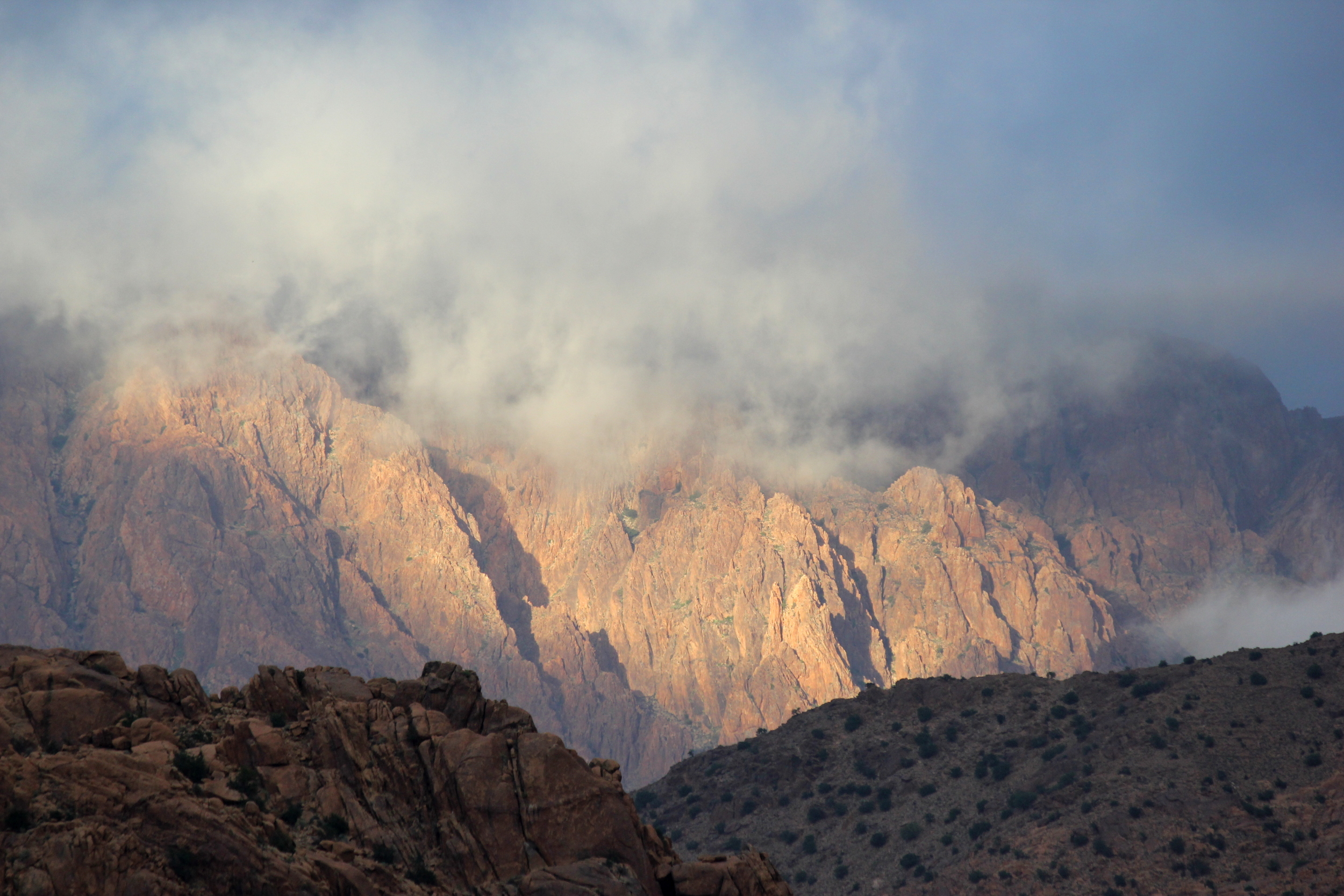
Chaînes de l'Anti-atlas à Tafraout

La région a une topographie complexe caractérisée par des montagnes et des plateaux traversés par des oueds et des vallées. Tafraout est perchée à 1 200 mètres d'altitude, sauf pour Jbel Lkest qui dépasse 2 500 m. La ville se trouvent dans l'Anti-Atlas marocain et ses montagnes sont formées de roches métamorphiques et granitiques parmi les plus anciennes du Maroc.
Le granite de Tafraout, par ses formes étranges, suscite l’intérêt permanent des visiteurs, notamment les peintres. Les géomorphosites de Tafraout n’ont fait l’objet d’aucune tentative officielle d’inventaire. Toutefois, le granite de Tafraout est cité sous le code RG 73 dans l’Inventaire des collections géologiques de l’Institut Scientifique de l’université Mohammed V de Rabat, en 2014.
Tafraout est entièrement recouvert d'un sol sableux à grains épais, de faible fertilité. La végétation y est composée d'arganiers, d'amandes, de palmiers, d'oliviers, entre eux des rochers dont les flancs sont occupés par certains types de plantes épineuses courtes comme le cactus, mais sa densité est faible.
La formation ancienne et l'exploitation intensive ont entraîné le gaspillage du sol, en plus de la nature de la formation rocheuse. La zone forestière est limitée à l'orbite urbaine de Tafraout dans la région sud-ouest, en particulier «Doutelzought» et «Amerket» où les arganiers connaissent une densité importante , alors que dans le reste des régions, il ne dépasse pas entre 50 et 80 arbres par hectare.

### Climat
La région est soumise à un climat qui combine des caractéristiques semi-tropicales et continentales en raison de l'emplacement de la région dans les latitudes tropicales sèches et sa distance de la mer d'environ 150 km, et les chaînes de montagnes qui empêchent l'intrusion d'influences océaniques apaisantes de l'atmosphère, donc son climat est caractérisé par des étés chauds et secs et des hivers froids et humides. Cependant, ces facteurs naturels contribuent à créer un climat local caractérisé par un manque de vents froids et poussiéreux. Les précipitations sont caractérisées par la rareté et l'irrégularité, et les précipitations moyennes en années normales atteignent 270 mm par an. Et son retard dans la saison agricole affecte négativement la rentabilité de ce secteur. La région connaît un temps froid pendant les mois de décembre et janvier, où la température minimale peut atteindre 0 degré, permettant à quelques millimètres de neige de tomber sur les hauteurs environnantes, alors qu'elle vit en juillet et août de la chaleur estivale, lorsque le maximum la température dépasse 45 degrés.

### Hydrographie
Tafraout est situé dans une zone entre les rivières au pied de la montagne. Elle est le centre de plusieurs groupes de tribus situées dans les petites montagnes de l'Atlas, dans un bassin (plan d'eau) étroit entouré de collines granitiques, s'étendant longitudinalement du sud au nord, et possède trois fenêtres. Deux s'ouvrent au sud, l'un menant à la tribu d'Amanouz et l'autre à Tahala, et un passage ouvert au nord à «Asif Ouammeln», signifiant la vallée d'Ammeln.
Le bassin de Tafraout est pénétré par trois vallées principales et leurs affluents; deux d'entre eux le traversent longitudinalement, et ce sont: «Asif n Tafraout» signifiant la vallée de Tafraout, et «Asif n Tazega» signifiant vallée de Tazega, qui y pénètrent par son côté sud. Quant à la troisième vallée, «Asif n Tifraden», qui émane de «Taghazout n Ait Ousim», elle traverse partiellement le bassin de Tafraout à la périphérie de sa frontière nord.
Ces vallées et leurs cours d'eau affiliés ont contribué à définir et à tailler la surface, et elles ont un débit saisonnier. Tafraout est souvent menacée par les crues des rivières qui la traversent, surtout en hiver.
La densité des ruisseaux et des chutes de neige à certaines saisons d'une part, et l'évitement des roches granitiques d'autre part, contribuent au greffage d'eau souterraine, qui sont considérés comme la base de la stabilité et de la vie dans la région en raison de à sa douceur et à sa proximité avec la surface (entre 15 et 20 mètres).

### Localisation
Située à environ 200 km d'Agadir par Tiznit, et 165 km par Taroudant, c'est l'une des excursions les plus intéressantes pour les touristes étrangers dans la région. Deux routes sont possibles à partir de Marrakech: la route 203 via le mont Tizi N'test et Taroudant, et l'autoroute jusqu'à Agadir, puis Tiznit.
Elle est bordée par la communauté d'Ammeln au nord, Tarsouat au sud, Tasriret à l'est et Tahala à l'ouest. Et loin de la ville de Tiznit, à environ 110 km par la route passant de Tahala, et à environ 130 km par Amanouz.

### Transport
L’ aéroport d'Agadir-Al Massira est situé à 145 km de Tafraout. Nombreux vols réguliers en provenance des principales capitales européennes, ou pour certaines provenances éloignées avec escale à Casablanca.
Tafraout est l'une des excursions les plus intéressantes pour les touristes étrangers dans le sud du Maroc : 9 cars y arrivent chaque jour. Deux routes sont possibles à partir de Marrakech: l'autoroute jusqu'à Agadir, puis Tiznit.
Mais le mieux pour le voyageur avide de paysages montagneux est de prendre la route nationale 203 via le mont Tizi N'test et Taroudant.

### Tribus
Les tribus de Tafraout sont composées de petits villages situés sur les versants de la grandiose et rustique montagne du djebel Lkist qui culmine à deux mille huit cents mètres et domine cette partie de l'Anti-Atlas.
Au pied de cette montagne, une vallée s'étend du nord au sud. Elle n'est longue et large que de quelques kilomètres, mais, quoique jusqu'à un certain point seulement, il y règne les conditions naturelles nécessaires à l'agriculture et au peuplement. Les villages se sont érigés à proximité des cours d'eau qui dévalent les pentes de la montagne, et les habitants ont aménagé aux alentours de l'eau des surfaces cultivables en forme de terrasses pour le blé, les amandiers et les oliveraies. Mais, maintenant que l'agriculture a été abandonnée en grande partie, les villages sont en ruines et seules quelques maisons se dressent, solitaires et abandonnées, sur des champs que l'homme a rendus à la nature.
Les tribus de cette contrée sont (Ammelne, Amanouz, Tasserirt, Igounan, Ait Abdellah, Ida Ougnidif, Ighchane, Tahala, Ait Souab, Idaou Semlal, Ait Ouafka, Ait Abdellah Ou Said...). Ils comptent en tout plus que quatre-vingts mille habitants en 1990, particulièrement réputées pour leur habileté et leur succès, notamment dans le commerce.
Chacune de ces sept tribus repose sur un groupe apparenté. Leur contexte social et culturel est très semblable. Elles constituent ensemble une unité géographique restreinte qui possède, face à l'extérieur, une identité propre ou qui se fondent sur une proche parenté et sur la consanguinité. Ces unités, nommées tribus, mais qu'il serait peut-être plus approprié de désigner sous le nom de clans, s'appellent «afus» en langue berbère, ce qui signifie «main». Le mot «ait» dérive de l'arabe «âila» qui signifie «famille».

## Population

### Activités
Les villages de la région se basent essentiellement sur l'agriculture, l'industrie, le commerce et l'élevage comme principale source de revenus.
Selon des données du ministère de l'Agriculture, l'amandier occupe une superficie importante dans la région.
Le mercredi est le jour du souk, c'est-à-dire de marché, à Tafraoute.
Depuis l'arrivée des Français, les autorités siégeait à Tafraoute, car c'est là que résidait le chef qui représentait la puissance coloniale.
Ces marchés jouaient aussi un rôle social important. Ces rencontres n'étaient pas seulement pour conclure des affaires commerciales. Ces jours-là, les habitants portaient leurs meilleurs habits, et rencontraient des visiteurs d'autres tribus afin de discuter autour de sujets sociales et politiques.
Le tourisme vert se développe petit à petit depuis quelques années avec des associations telles que « Aoumerkt », une coopérative féminine agricole du village Aguerd-Oudad a pour vocation de produire et commercialiser des huiles d'argane et des herbes aromatiques ainsi que l'amelou (amandes grillées et moulues à base de l'huile d'argane).
Des mines d'or existaient dans la région, et les populations locales voient ainsi partout des trésors du métal précieux.

### Démographie
Il est difficile d'extraire des chiffres précis sur la commune de Tafraout à partir des statistiques officielles précédentes, en raison de la détermination différente de sa superficie entre 1960, 1971, 1982 et 1994. La population de Tafraout, selon les statistiques officielles pour l'année 1994, est de 3 949 personnes, et selon les données statistiques pour l'année 2004 : 4 925 personnes.
D'après les résultats du dernier recensement de la population au Maroc, Tafraout compte environ 6345 habitants.

### Éducation

Petit villageois en 1964

#### Éducation moderne
À l'époque du protectorat, il n'y avait pas de lycée à Tafraoute. Le lycée le plus proche se trouvait à Tiznit, à quatre-vingts kilomètres plus au nord, et si le séjour en internat y était payant, les cours eux-mêmes étaient gratuits.
Sachant que les régions de montagnes avaient été isolées et autonomes pendant plusieurs années, les autorités françaises entreprirent alors d'utiliser cette situation à leurs propres fins, en associant les berbères à l'invasion culturelle française. Les Français décidèrent d'instituer des écoles françaises et proclamèrent la scolarité obligatoire d'au moins un enfant par famille.
Lorsque les Français bâtirent une école à Tafraoute vers 1951, l'événement suscita une frayeur terrible. L'information se répandit que les Français voulaient voler les enfants. Plusieurs enfants migrent vers les villes du nord et commencent à quitter clandestinement leurs villages où les gens se refusaient à envoyer leurs enfants à l'école française.
Après l'indépendance, à l'ère du gouverneur Ahmed Ougdourt, un foyer pour orphelins et enfants pauvres est construit, il fit même aménager une école pour les enfants qui ne pouvaient pas fréquenter les écoles officielles. Il s'y présenta trois cents élèves en 1959.

### Religion
La région dispose de nombreux lieux de culte, notamment de cultes musulmans, mais aussi juifs. La vie des villageois est extrêmement marquée par la religion. L'islam était tout ce dont disposait l'individu pour répondre aux grandes questions de la vie. Au cas où la personne néglige de prier régulièrement, tout le village en était aussitôt informé. Un tel manquement y est encore considéré comme une infamie.
Dans l'école coranique, l'éducation est basée sur l'apprentissage de l'arabe langue de l'écriture sainte. Dans chaque village est basée une mosquée, dirigé par un fqih, maître de religion qui maîtrisaient les deux langues arabe et amazigh, et en savait assez pour enseigner les rudiments de la lecture et de l'écriture. C'est un savant qui jouait le rôle de maître et d'imam. Il était aussi responsable de la mosquée, laquelle n'est pas seulement lieu de prière, mais sert aussi d'école pour les enfants, qui y apprennent le Coran.
Le savant homme mangeait chaque jour chez l'une des familles du village; elles pourvoyaient tour à tour à ses repas.

### Migration
Dans ces zones défavorisées, les hommes n'ont jamais pu vivre de ce que la terre avait à leur offrir. Alors, ils ont toujours essayé de trouver des moyens de survie extérieurs à leur milieu social héréditaire. La plupart des habitants étaient paysans, mais l'agriculture ne suffisait pas à assurer à la nouvelle génération une existence décente.
Pendant les longues périodes de sécheresse, et lors des épidémies et des catastrophes naturelles, la majeure partie de la population devait fuir vers le nord, vers les plaines littorales de l'Atlantique où les chances de survie étaient meilleures.
Au début du XXe siècle, une première génération d'immigrés va émerger qui ont eu l'initiative de défier un ensemble de circonstances et de s'aventurer dans un voyage incalculable. Aux années 1920, l'émigration des hommes des régions montagneuses du sud avait pris de telles poportions qu'elle était carrément devenu la règle. Ceux qui s'obstinaient à demeurer dans leurs villages constituaient l'exception. Les émigrants acquirent bientôt une réputation de haute moralité, d'ardeur au travail et de valeur économique.
C'est au milieu des années quarante, que l'armée française a construit la première route reliant Tafraoute à Tiznit. Les hommes de Souss se sont mis alors à émigrer en groupe à Casablanca.
À la veille de la deuxième guerre mondiale, le niveau de vie dans les villes du nord était à peu près comparable à celui du paysan et de l'éleveur du sud, mais dix ans plus tard, le commerce du nord avait nettement monté au premier rang devant l'agriculture du sud.
Cependant, même lorsque les récoltes étaient relativement bonnes, bien des gens, des hommes exclusivement, cherchaient leur bonheur dans le nord, laissant leurs familles derrière eux. Ceux qui maîtrisaient suffisamment l'arabe essayaient souvent de se faire un chemin comme «tulba» ou maîtres de religion, en apprenant aux enfants du nord à lire et écrire l'arabe et à comprendre le Coran. D'autres se mirent à gagner les mines d'Algérie occidentale après la mise en exploitation par les Français des gisements minéraux de leur colonie. Mais la plupart de ceux qui émigraient vers le nord s'installaient a Casablanca et y faisaient leur vie comme petits commerçants.

## Tourisme

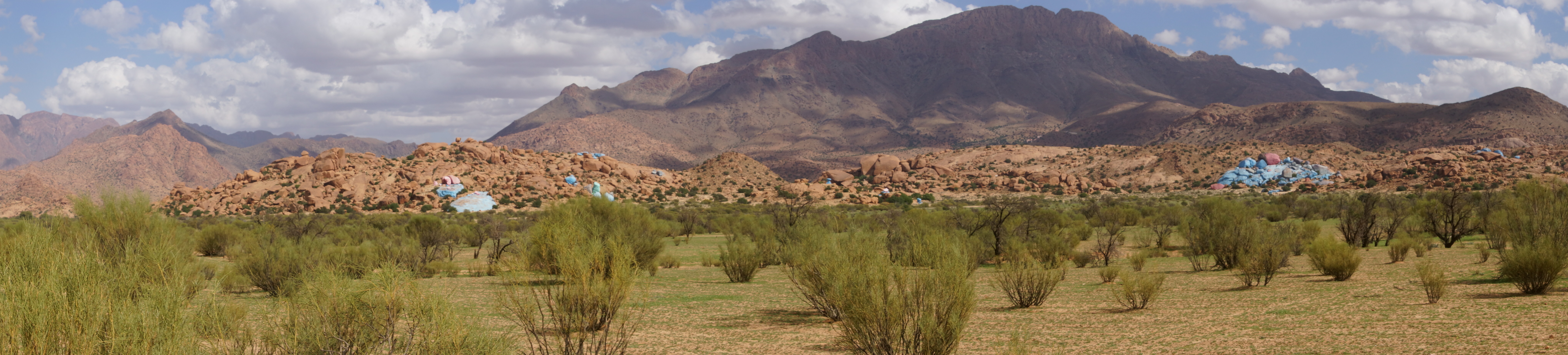
Les rochers bleus à Tafraout du peintre Jean Vérame

Tafraout est considérée parmi les sites touristiques les plus réputés au sud du Maroc .
Malgré l'invasion des moyens de communication, la région reste égale à elle-même: naturelle, sobre et authentique.
Tafraout dispose actuellement d'une capacité hôtelière avec des hôtels classés de 1 à 4 étoiles ainsi que des maisons d’hôtes et des auberges à la portée de tous les budgets.
En 1984, le plasticien belge Jean Vérame réalise un travail multidimensionnel, à des échelles diverses sur un site granitique à 1 200 mètres d'altitude, dans l'Anti-Atlas, près de Tafraout. Ce site est communément appelé les « rochers bleus » et attire chaque année plusieurs visiteurs, jusqu'à devenir un des symboles de la région.
La région est aussi riche de quelques sites mondialement réputés comme le village Tahala qui abritait autrefois une importante communauté juive et La Kasbah de Tazka (Toughanj) qui a été inscrite sur la liste du patrimoine culturel national vu son cachet architectural local authentique dans lequel fusionnent matériaux de construction et paysage de la région où prédominent des pitons rocheux.
Aussi, il figure dans le guide des touristes, le rocher naturel «Le chapeau de Napoléon» qui est un gros morceau de rocher difformes auxquels, un jour, un touriste, y décelant une espèce de ressemblance avec le chapeau de l'empereur français, lui attribua ce nom et devient l’emblème du village d'Aguerd-Oudad.

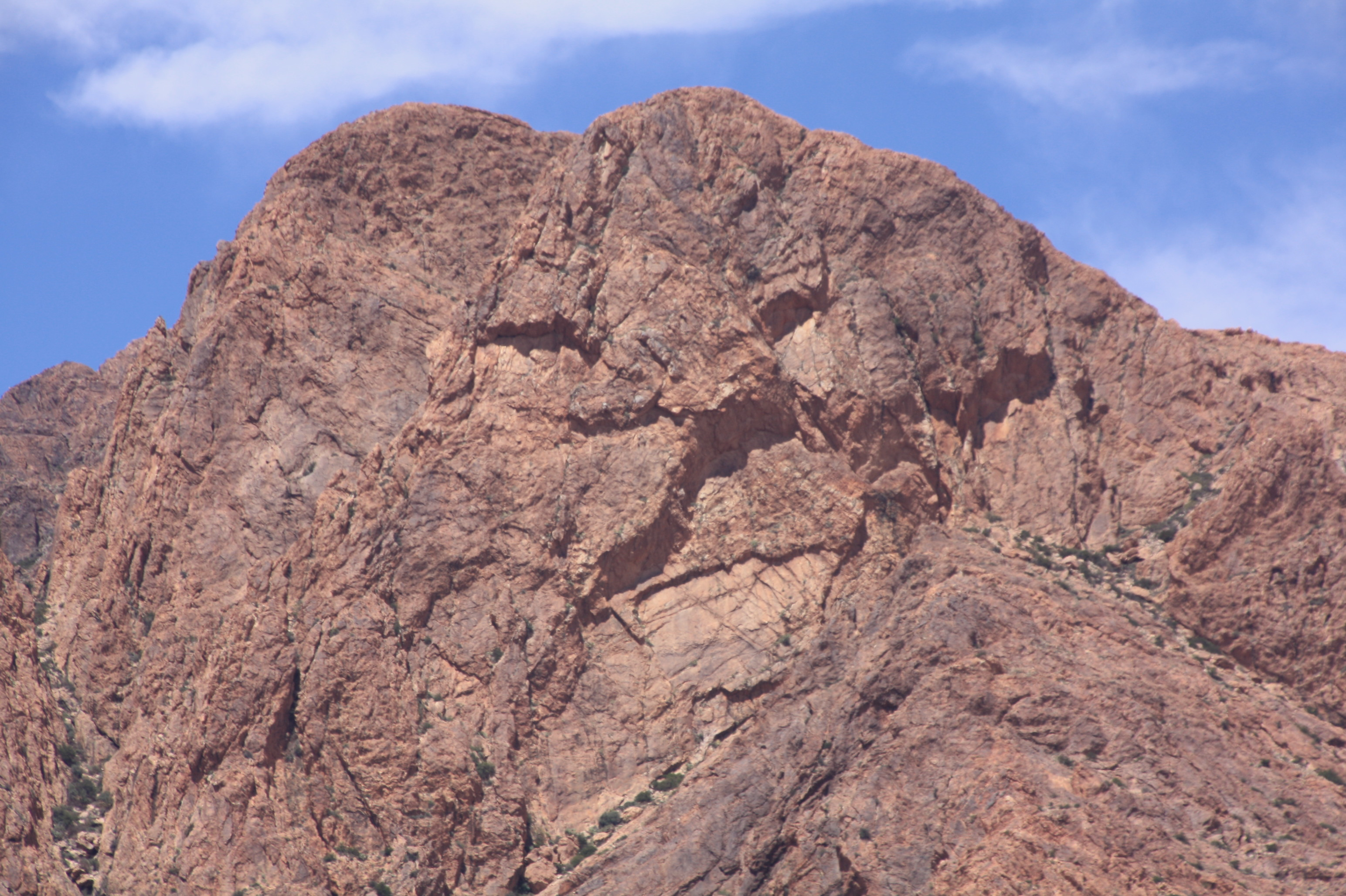
Rocher tête du lion

Parmi les sites réputés, la "tête du lion", dans la vallée d'Ammeln, à quelques encablures du centre-ville, où la tête du félin est naturellement dessinée au sommet d'une montagne. Ou encore les oasis d'Aït Mansour, à 30 km du centre de Tafraout, incrustés au milieu d'un canyon et qui sont un passage obligé des touristes, les 9 cars transitant chaque jour par Tafraout y font escale. Mais les plus emblématiques sites restent les gravures rupestres dont regorge la région et qui témoignage d'une civilisation vieille de plus de quatre mille ans.

## Culture locale

### Festivité

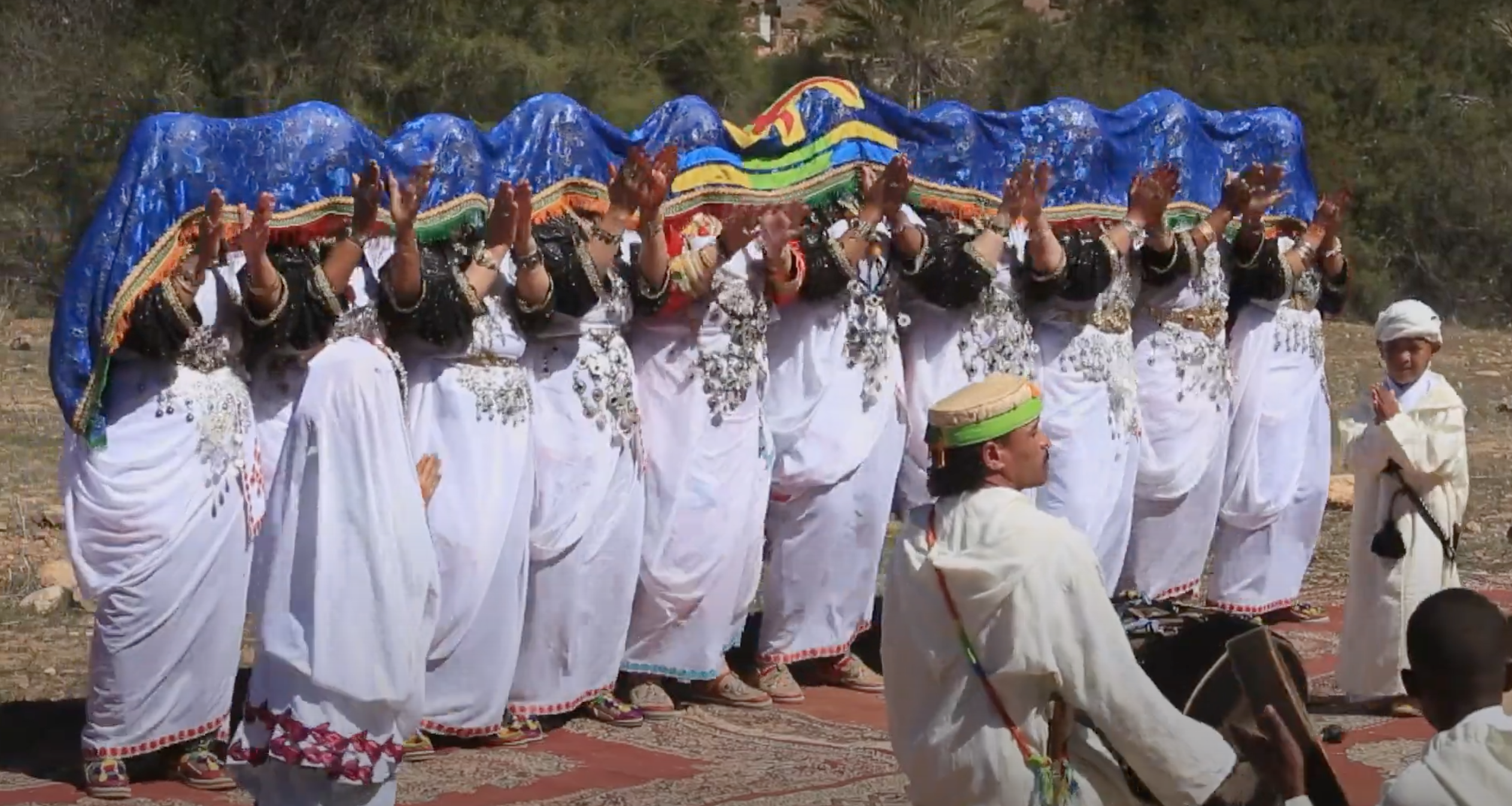
Dance folklorique Ahwach

- Le festival des lumières Tifaouine de chants et de musique, qui est organisé une fois par an, chaque été[12].
- Festival hivernal des amandiers qui se déroule annuellement au mois de février[13].
- Festival Anarouz de cinéma et montagne, il se déroule une fois par an.
- Forums « Anmouggars »
- Fêtes « Idernane »

Des Moussems annuels nommé "Anmouggars" ou "Idernane", sont organisées dans plusieurs villages. Ils durent 2 à 3 jours et se clôturent par la récitation du Coran, ou par une soirée de danse typique de la région : Ahwach des hommes et des femmes pour l'accueil des visiteurs venus des autres tribus :
- Moussem de Sidi Mzal au village de Doutalzought (Village Adarrab).
- Moussem de Sidi Yahya au village d'Aguersif à Amanouz.
- Moussem de Sidi Issa Ben Saleh au village d'Izerbi à Amanouz.
- Moussem Lalla Mammass Ali Tagourramt en octobre.
- Moussem de Moulay Lhaj à Ayghed, célébré durant la deuxième quinzaine du mois d'août[14].
- Moussem de Sidi El Mouden au village d'Anirgui.

## Filmographie
- Quelques séquences du film L'Étalon noir ont été tournées dans le site touristique des « Rochers peints »[réf. nécessaire].

### Documentaire
- Documentaire Tafraout, trésor du sud[15].
- L'émission documentaire marocaine Amouddou a consacré son huitième épisode à la ville de Tafraout et sa région.[réf. nécessaire]

## Galerie photo

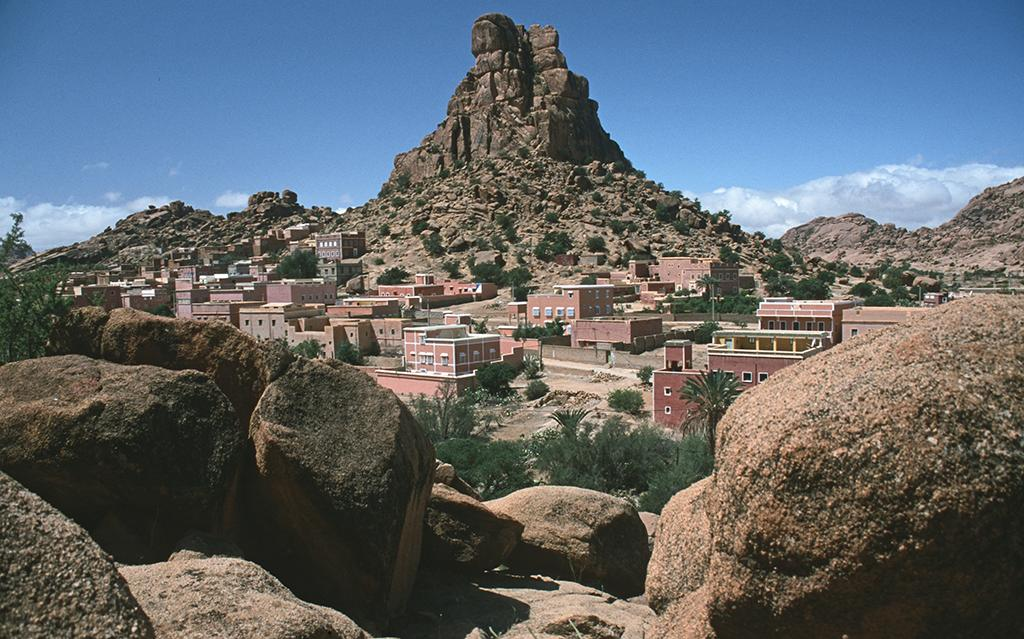
L'Anti-Atlas près de Tafraout
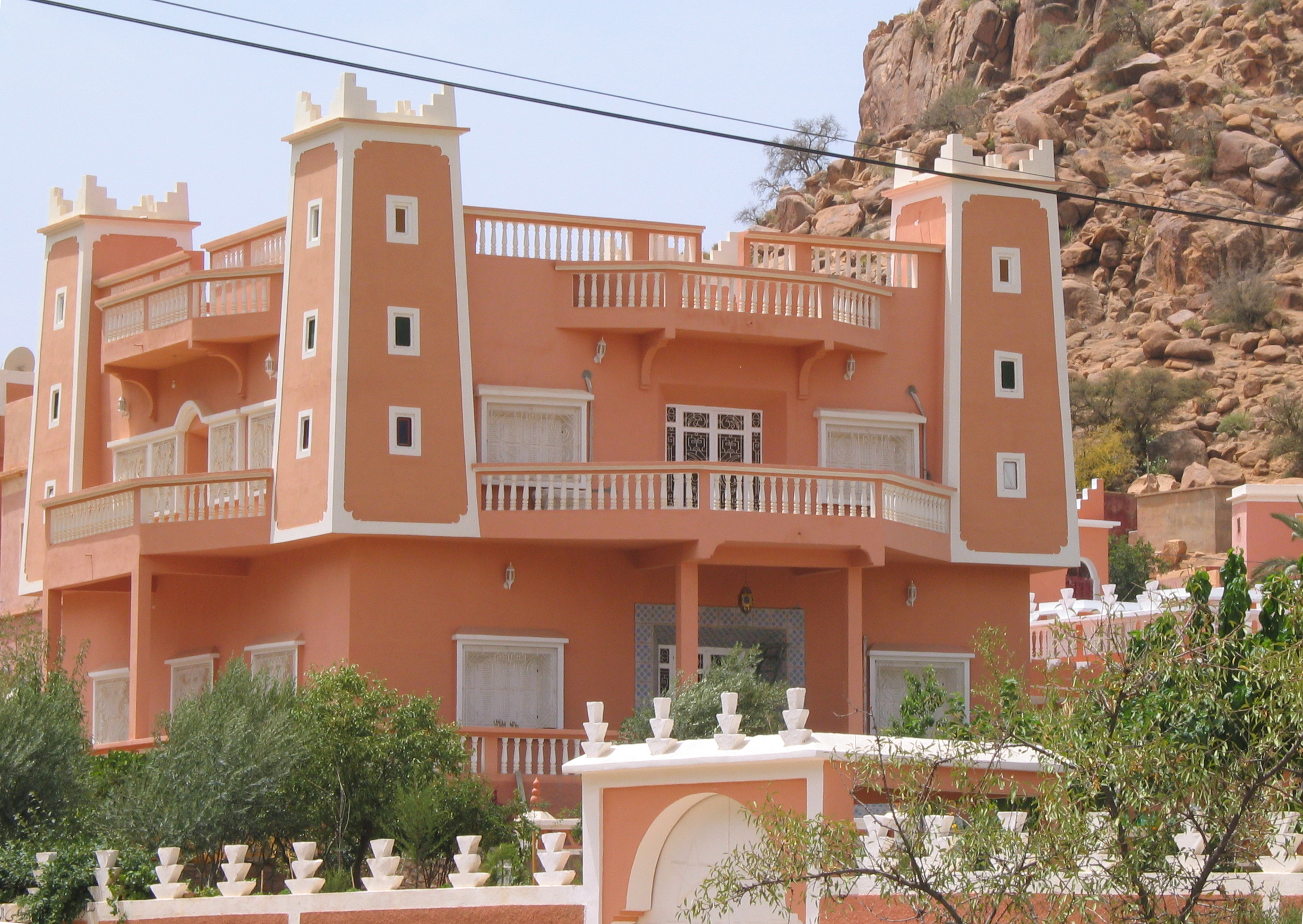
Le genre de maison présent à Tafraout sous forme d'une Kasaba
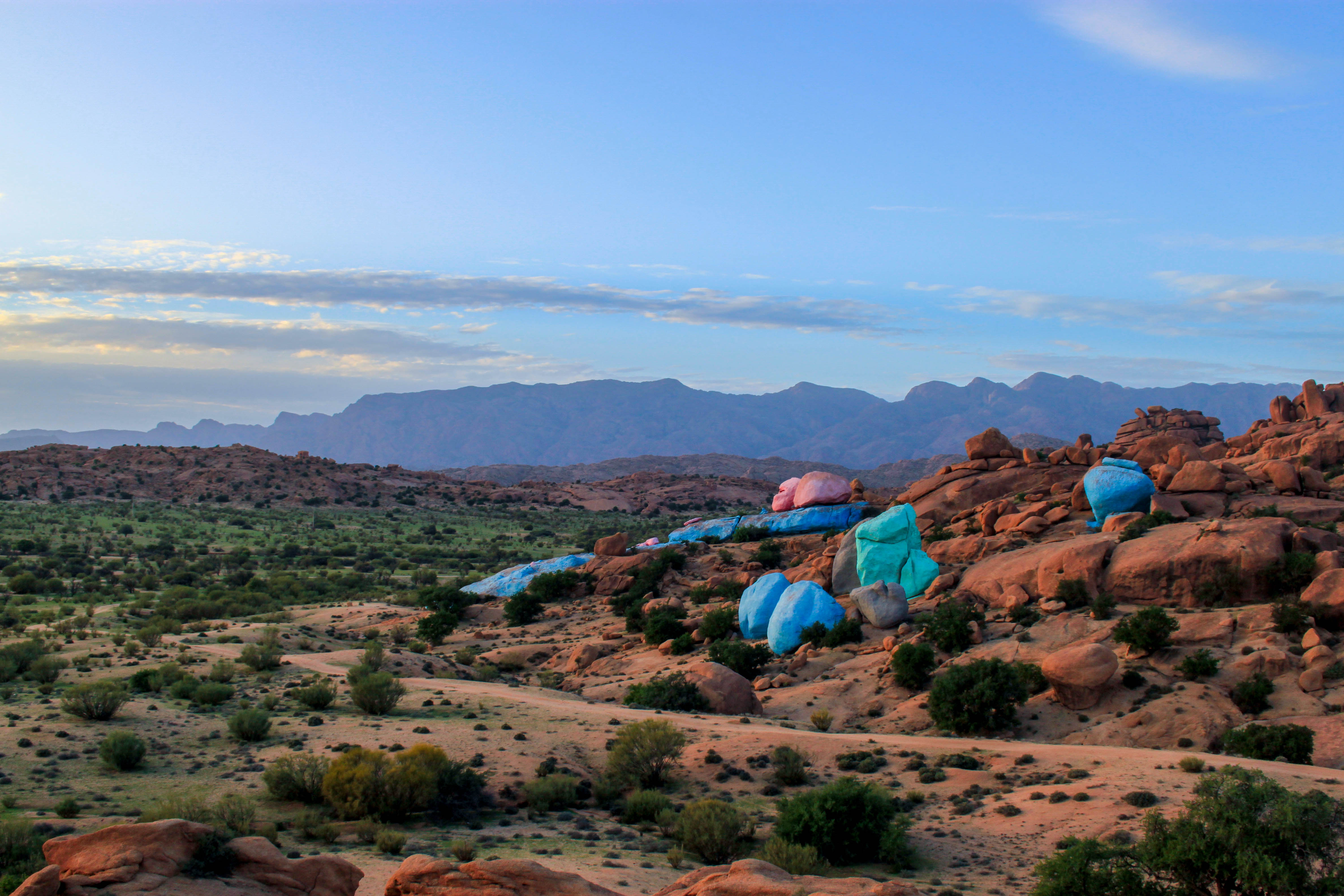
Les rochers bleus à Doutalzought. Tafraout du peintre Jean Vérame
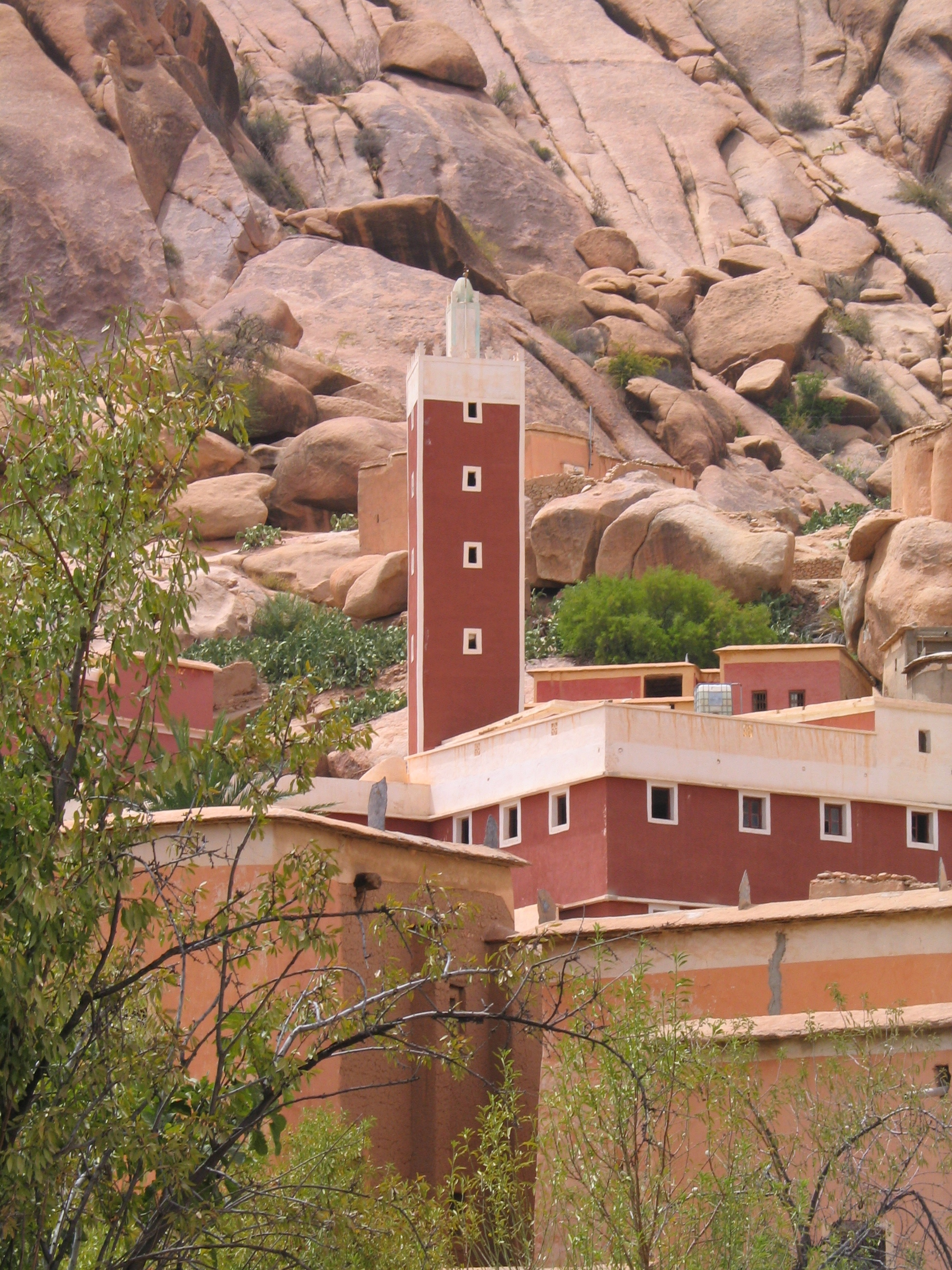
Minaret d'une mosquée, Tafraout
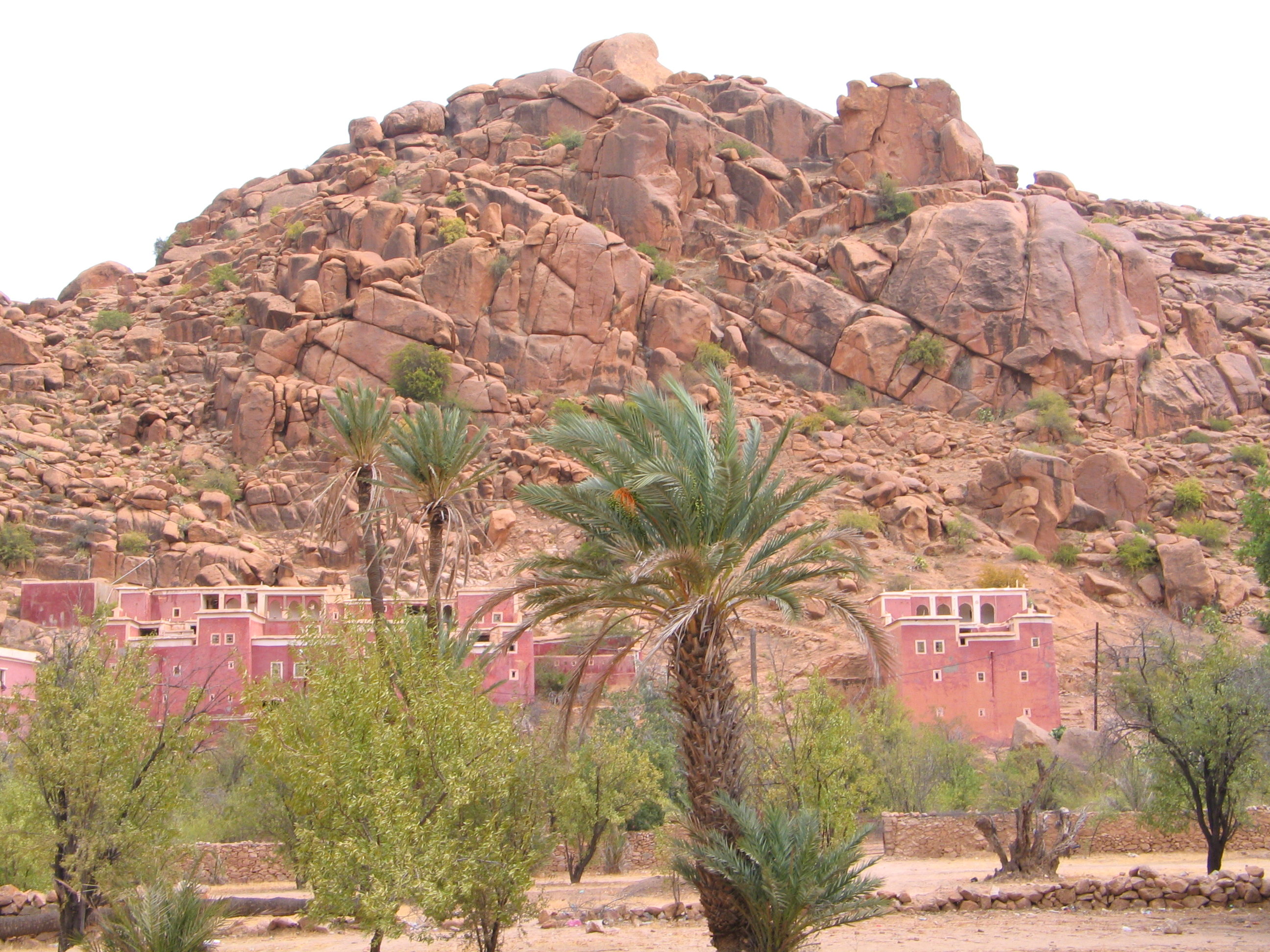
Un des villages aux environs de Tafraout
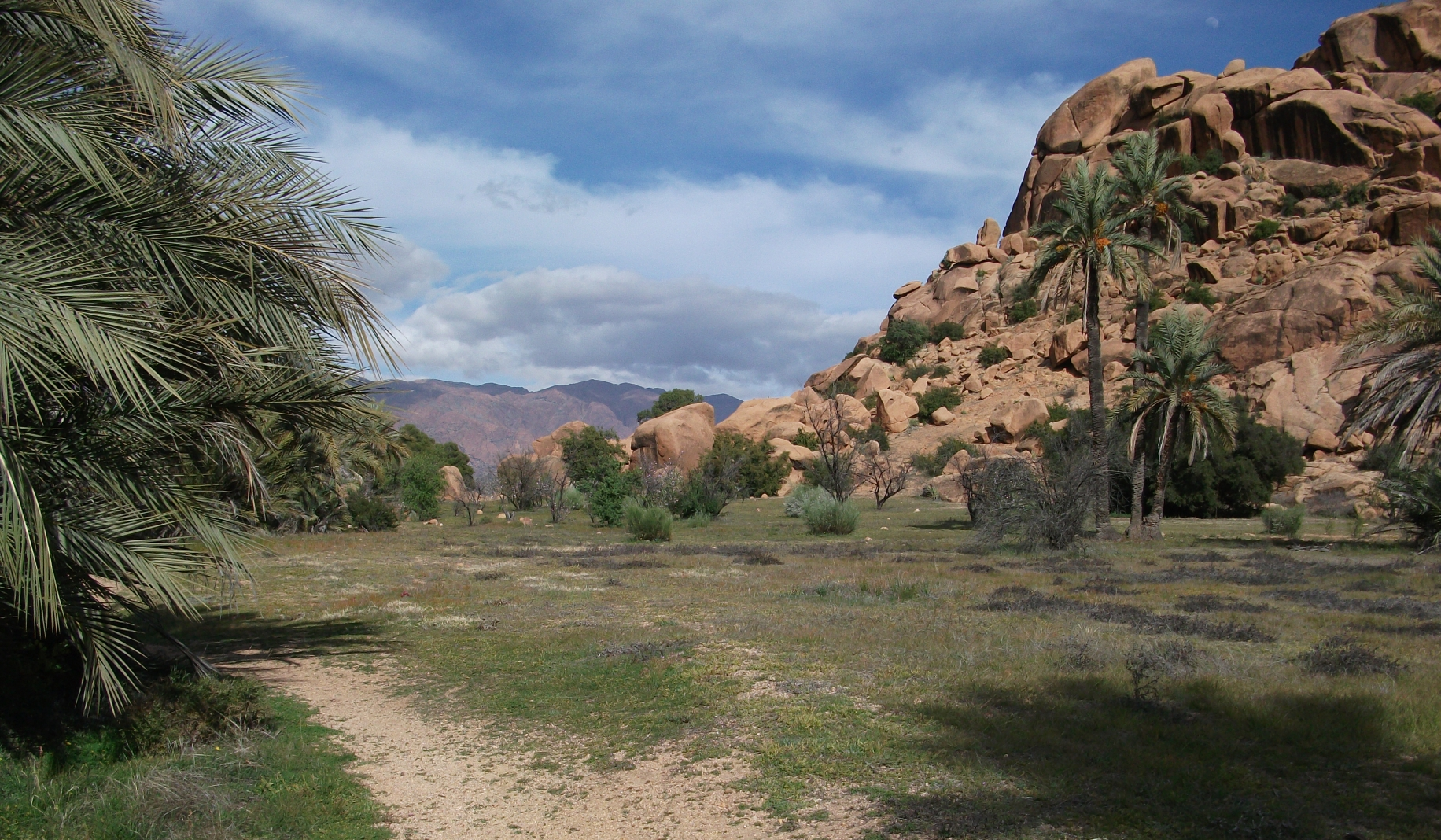
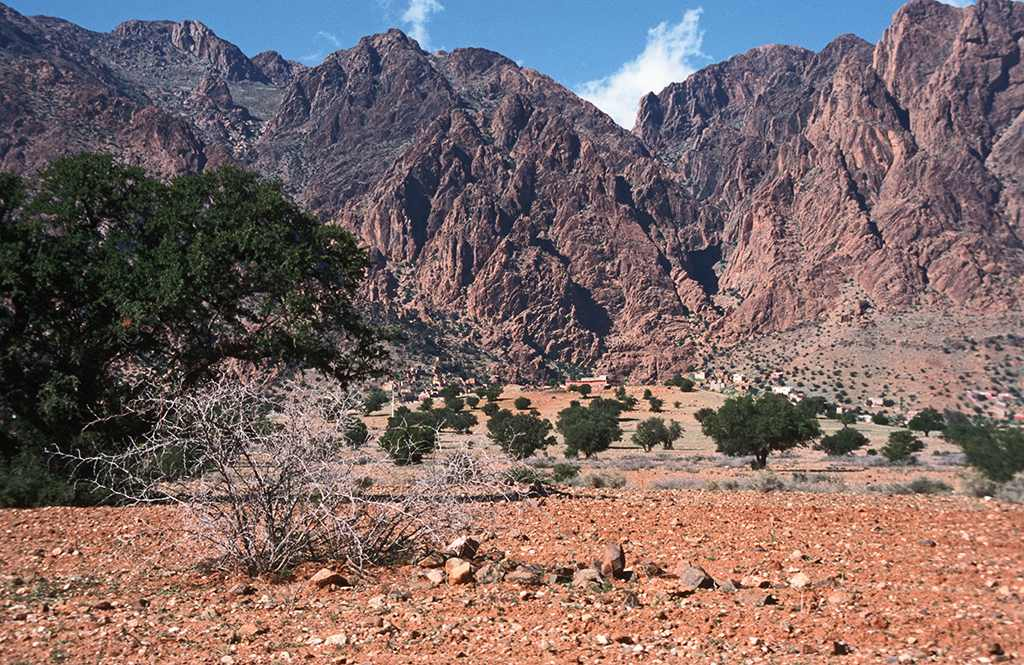
Vallée des Ammelen, à proximité Tafraout
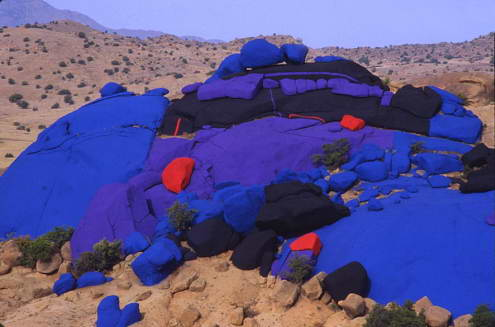
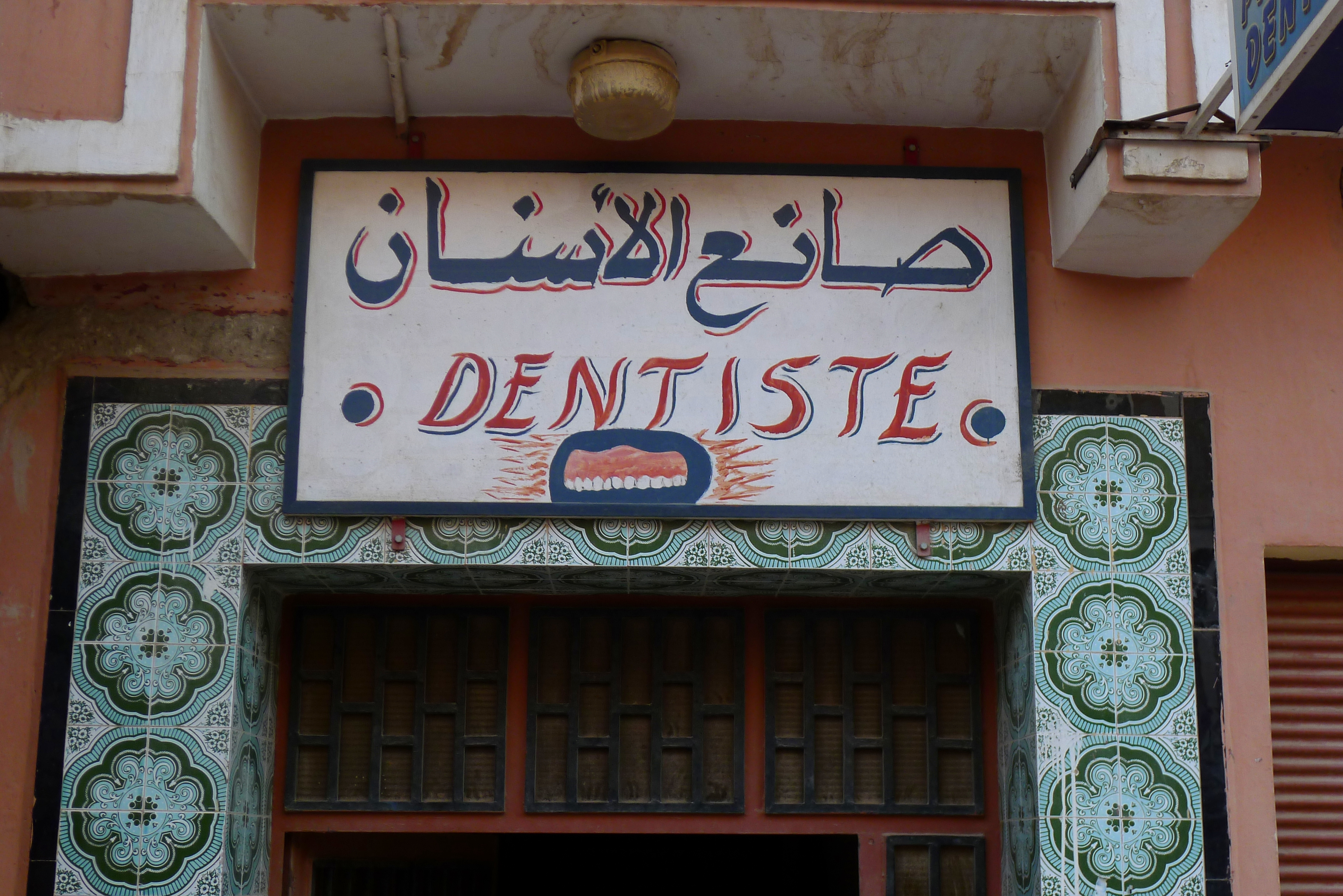
Cabinet dentaire.

## Personnalités de la ville
Cette liste contient les personnalités notables nées ou originaires de la ville de Tafraout, ses environs et des tribus qui l'entourent:
- Al-Mahdi Ibn Toumert (calife marocain considéré comme fondateur de la dynastie berbère Almohades et de Tafraout) ;
- Sidi Ahmed Ou Moussa (marabout et cheikh avec une immense influence religieuse au pays, il appelait au rejet du racisme et à l'égalité entre berbère et arabe)
- Mohamed Mokhtar Soussi, (ouléma, écrivain et nationaliste marocain puis homme politique)
- Saâdeddine El Othmani, (chef du gouvernement marocain de 2017-2021[16], ancien ministre et secrétaire général du PJD)
- Aziz Akhannouch, (homme d'affaires le plus riche du Maroc d'après Forbes, ministre de l'agriculture et de la pêche[17] et secrétaire général du RNI)
- Abderrahman Bouftas, (homme politique marocain et entrepreneur)
- Mohamed Hassad, (homme politique marocain)
- Salah M'zili, (homme politique marocain)
- Abdellah Azmani (homme politique marocain)
- Hassan Abouyoub, (homme politique marocain)
- Othman El Ferdaous, (homme politique marocain)
- Mohammed Khaïr-Eddine, (écrivain marocain)
- Mohamed Farid Zalhoud, (poète marocain)
- Ahmed Rami, (écrivain et opposant marocain du Makhzen et au regime d'Hassan II)
- Salwa Idrissi Akhannouch, (PDG du groupe Aksal - Morocco Mall )
- Abdellah Rhallam, (expert-comptable et président le plus titré de l'histoire du Raja CA de 1992 à 1998 et de 2007 à 2010)
- Mohamed Lahyani, (arbitre international de tennis considéré parmi les meilleurs de l'histoire du tennis au monde[18],[19],[20])
- Rachid Taoussi, (entraîneur de football et ancien coatch de l'équipe nationale marocaine)
- Ismail Haddad, (footballeur international marocain)
- Amine Bassi (footballeur franco-marocain)
- Mohamed Boubekeur (boxeur olympique marocain)
- Said Bouftass, (chercheur, artiste plasticien, peintre et directeur du premier festival de bande dessinée d'Oxford (Mississippi))
- Sherin Hosni, (femme marocaine élue Miss Arab World)
- Karim Ramzi, (photographe de mode et de portraits franco-marocain)